# Governo Brienne
Il Governo Brienne è stato il diciassettesimo esecutivo del Regno di Francia, in carica dal 13 febbraio 1787 al 25 agosto 1788. Si formò a seguito della morte del conte di Vergennes, allora capo del governo. Il re affidò al rivale politico di quest'ultimo, l'Arcivescovo di Tolosa Brienne (futuro Cardinale), il compito di formare un nuovo governo.  Una volta giunto al potere, egli propose al Parlamento di Parigi di garantire il libero commercio interno, oltre al prevedere delle assemblee provinciali e la redenzione delle corvée.
Quando il parlamento però si rifiutò di sottoscrivere la proposta di de Brienne e propose invece una nuova tassa generale sulla terra, egli persuase Luigi XVI a tenere un lit de justice per rafforzare la sua posizione verso il parlamento. Per contrastare dunque l'opposizione con ogni misura, egli persuase il monarca francese a esiliare il parlamento a Troyes (18 agosto 1787). A questo punto il parlamento si accordò per prolungare le tasse dirette di tutte le tipologie ma si mantenne a Parigi. Il comportamento di de Brienne, ad ogni modo, era molto in contrasto coi parlamentari che organizzarono in più occasioni manifestazioni di rimostranza nei suoi confronti ed il governo fu costretto a dimettersi il 25 agosto 1788. Il re affidò dunque il potere a un economista svizzero, ministro sotto il Governo Maurepas, Jacques Necker.

## Composizione
| Presidenza                                                          | Presidenza | Presidenza                            | Presidenza             | Presidenza | Presidenza |
| Segretariato                                                        | Titolare   | Titolare                              | Titolare               | Partito    |            |
| ------------------------------------------------------------------- | ---------- | ------------------------------------- | ---------------------- | ---------- | ---------- |
| Principale Ministro di Stato Presidente del Consiglio delle Finanze |            | Étienne Charles de Loménie de Brienne |                        |            |            |
| Ministri di Stato                                                   |            |                                       |                        |            |            |
| Segretariato                                                        | Titolare   | Titolare                              | Titolare               | Partito    |            |
| Ministro di Stato per le province interne                           |            | Pierre-Charles Laurent de Villedeuil  |                        |            |            |
| Ministro di Stato per le province di confine                        |            | Athanase Louis Marie de Loménie       |                        |            |            |
| Ministro di Stato per le colonie                                    |            | Cesar Henri de La Luzerne             |                        |            |            |
| Ministri                                                            |            |                                       |                        |            |            |
| Segretariato                                                        | Titolare   | Titolare                              | Titolare               | Partito    |            |
| Cancelliere                                                         |            | René Nicolas de Maupeou               |                        |            |            |
| Segretario di stato per gli affari esteri                           |            | Armand Marc de Montmorin-Saint-Hérem  |                        |            |            |
| Segretario di stato per la guerra                                   |            | Athanase Louis Marie de Loménie       |                        |            |            |
| Segretario di stato per la marina                                   |            | Cesar Henri de La Luzerne             |                        |            |            |
| Controllore generale delle finanze                                  |            | Pierre-Charles Laurent de Villedeuil  | fino al 31 agosto 1787 |            |            |
| Controllore generale delle finanze                                  |            | Claude Guillaume Lambert              | dal 31 agosto 1787     |            |            |
| Ministri senza portafoglio                                          |            |                                       |                        |            |            |
| Segretariato                                                        | Titolare   | Titolare                              | Titolare               | Partito    |            |
| Segretario di stato della Maison du Roi e per gli affari religiosi  |            | Pierre-Charles Laurent de Villedeuil  |                        |            |            |